# Château de Heidwiller
Le château de Heidwiller est un monument historique situé à Heidwiller, dans le département français du Haut-Rhin.

## Localisation
Ce bâtiment est situé au 1, rue du Château à Heidwiller.

## Historique

### Histoire Ancienne
Le château appartenait à l'origine aux seigneurs de Heidwiller, une famille remontant à 1105, mentionnée par la puissante famille vassale, le  Earls de Ferrette. En 1356, le château fut lourdement endommagé par un tremblement de terre qui a endommagé une grande partie de Bâle et ses environs. Elle fut reconstruite et devint en 1367 la propriété des nobles de Morimont. Après la reconstruction, seules la tour nord et le dernier étage étaient encore d'origine.

### La Révolution Française et le Règne de la Terreur
La famille de Reinach acheta le château en 1486 et en resta propriétaire jusqu'à la révolution française. Le château a été construit au début du XVIe siècle et au XVIIIe siècle, de nouvelles ouvertures ont été faites dans les tours et les fenêtres cintrées. Après avoir été confisqué pendant la Révolution, il a servi de prison pendant la Terreur. Le château a été vendu comme propriété nationale en 1795; c'est à cette époque que les deux tours et les dépendances du château ont été démolies. En 1849, la propriété fut achetée par Bernard Couchepin, alors maire du village.

### Histoire Moderne
À la suite de cela, le château a été vendu en 1862 à une famille d'industriels Mulhouse. La famille Kestner acquit le château en 1899 et forgea le porte de fer, qui est encore visible aujourd'hui. L'édifice fait l'objet d'une inscription au titre des monuments historiques depuis 1996,.